# Bara-Shigri-Gletscher
Der Bara-Shigri-Gletscher befindet sich im Distrikt Lahaul und Spiti im indischen Bundesstaat Himachal Pradesh.
Der 28 km lange Gletscher strömt in nordwestlicher Richtung durch den westlichen Himalaya. Er mündet in den Chandra, den linken Quellfluss des Chanab. Folgende Berge befinden sich im Einzugsgebiet des Gletschers: Parbati (6633 m), Kulu Pumori (6553 m), Shigri Parbat (6526 m) und Snow Cone (6309 m).
Der Name des Gletschers hat folgende Bedeutung: Bara = „groß“ und Shigri = „Gletscher“.